# کوربین برنسن
کوربین برنسن (انگلیسی: Corbin Bernsen؛ زادهٔ ۷ سپتامبر ۱۹۵۴) هنرپیشه و کارگردان اهل ایالات متحده آمریکا است. از فیلم‌هایی که وی در آن نقش داشته است، می‌توان به ذخیره مورد علاقه، عصر جدید، بیگ یر، اعتیاد به سفید بزرگ، نقطه فروپاشی، لیگ برتر ۲، آن سوی خط، دندان‌پزشک و غیب‌گو: فیلم اشاره کرد.